# Liten fatsvamp
Liten fatsvamp (Poronia erici) är en svampart som tillhör divisionen sporsäcksvampar, och som beskrevs av Lohmeyer och Dieter Benkert. Liten fatsvamp ingår i släktet Poronia, och familjen kolkärnsvampar. Arten är reproducerande i Sverige.